# Xã Wilkes-Barre, Quận Luzerne, Pennsylvania
Xã Wilkes-Barre (tiếng Anh: Wilkes-Barre Township) là một xã thuộc quận Luzerne, tiểu bang Pennsylvania, Hoa Kỳ. Năm 2010, dân số của xã này là 2.967 người.